# Boss Peak
Der Boss Peak ist ein 2170 m hoher und isolierter Berg im ostantarktischen Viktorialand. Im nordwestlichen Abschnitt der Victory Mountains ragt er 13 km nordnordöstlich des Thomson Peak auf der Ostseite der Mündung des Jütland-Gletschers in den Greenwell-Gletscher.
Die Nordgruppe der von 1963 bis 1964 dauernden Kampagne im Rahmen der New Zealand Geological Survey Antarctic Expedition benannten ihn nach einem der Spitznamen des britischen Polarforschers Ernest Shackleton (1874–1922).